# The Blue Van
The Blue Van是丹麦的一支摇滚乐队。成员由Steffen Westmark (歌手、吉他手), Søren Christensen (演奏, 歌手、吉他手), Allan Villadsen (贝斯手),Per Jørgenson (鼓手、歌手)组成。

## 历史
The Blue Van在当时成员读六年级时组成了该乐队。他们的第一张专辑《The Art of Rolling》发行于2005年4月。第二张专辑《Dear Independence》则于2006年10月发行。乐队与澳大利亚乐队Jet进行了广泛的巡回演出来宣传《Dear Independence》。乐队在2003年参加了丹麦音乐节SPOT。第三张专辑《Man Up》中的单曲"Silly Boy"被选入三星手机的商业广告中。"Independence"作为主题曲被选入电视连续剧Royal Pains。 "There Goes My Love"则被选入苹果公司iPad广告中的插曲，在2010年奥斯卡颁奖典礼上亮相。

## 专辑
| 发布日期   | 专辑名                     |
| 2000年8月  | Time Machines And Sunbeams |
| 2001年10月 | Supervantastic             |
| 2005年4月  | The Art of Rolling         |
| 2006年10月 | Dear Independence          |
| 2008年10月 | Man Up                     |
| 2010年9月  | Love Shot                  |